# Curling nos Jogos Olímpicos
O curling foi disputado pela primeira vez nos Jogos Olímpicos na primeira edição, em Chamonix, França. Os resultados desta competição não eram considerados pelo Comitê Olímpico Internacional até 2006. O esporte ainda apareceu como demonstração em Lake Placid 1932, voltando a ser disputado com esse status em Calgary 1988 e em Albertville 1992. A partir de Nagano 1998 o curling foi incluído no programa oficial nos torneios masculino e feminino, onde figura até hoje.
A partir de PyeongChang 2018 passou a ser disputado uma competição de duplas mistas.

## Eventos
| Evento        | 24 | 98 | 02 | 06 | 10 | 14 | 18 | 22 |
| ------------- | -- | -- | -- | -- | -- | -- | -- | -- |
| Masculino     | •  | •  | •  | •  | •  | •  | •  | •  |
| Feminino      |    | •  | •  | •  | •  | •  | •  | •  |
| Duplas mistas |    |    |    |    |    |    | •  | •  |

## Quadro geral de medalhas
| Ordem | País               | Medalha de ouro | Medalha de prata | Medalha de bronze |    |
| ----- | ------------------ | --------------- | ---------------- | ----------------- | -- |
| 1     | CAN Canadá         | 6               | 3                | 3                 | 12 |
| 2     | SWE Suécia         | 4               | 3                | 4                 | 11 |
| 3     | GBR Grã-Bretanha   | 3               | 2                | 1                 | 6  |
| 4     | SUI Suíça          | 1               | 3                | 3                 | 7  |
| 5     | NOR Noruega        | 1               | 2                | 2                 | 5  |
| 6     | USA Estados Unidos | 1               |                  | 1                 | 2  |
| 7     | ITA Itália         | 1               |                  |                   | 1  |
| 8     | JPN Japão          |                 | 1                | 1                 | 2  |
| 9     | KOR Coreia do Sul  |                 | 1                |                   | 1  |
|       | DEN Dinamarca      |                 | 1                |                   | 1  |
|       | FIN Finlândia      |                 | 1                |                   | 1  |
| 12    | CHN China          |                 |                  | 1                 | 1  |
|       | FRA França         |                 |                  | 1                 | 1  |